# Liste der Monuments historiques in Péronne-en-Mélantois
Die Liste der Monuments historiques in Péronne-en-Mélantois führt die Monuments historiques in der französischen Gemeinde Péronne-en-Mélantois auf.

## Liste der Bauwerke
| Bezeichnung       | Beschreibung                  | Standort | Kennzeichnung | Schutzstatus | Datum | Bild           |
| ----------------- | ----------------------------- | -------- | ------------- | ------------ | ----- | -------------- |
| Kirche St-Nicolas | Erbaut im 16./17. Jahrhundert | (Lage)   | PA00107772    | Inscrit      | 1969  | weitere Bilder |